# Episodi di Heartbeat (diciottesima stagione)
La diciottesima stagione della serie televisiva Heartbeat è stata trasmessa in anteprima nel Regno Unito dalla ITV1 tra il 12 ottobre 2008 e il 12 settembre 2010.
| nº | Titolo originale        | Titolo italiano | Prima TV UK       | Prima TV Italia |
| -- | ----------------------- | --------------- | ----------------- | --------------- |
| 1  | Family Matters          | inedito         | 12 ottobre 2008   | inedito         |
| 2  | England Expects         | inedito         | 19 ottobre 2008   | inedito         |
| 3  | Mother of Invention     | inedito         | 26 ottobre 2008   | inedito         |
| 4  | Living Off the Land     | inedito         | 2 novembre 2008   | inedito         |
| 5  | Guilty Secrets          | inedito         | 9 novembre 2008   | inedito         |
| 6  | Strike Up the Band      | inedito         | 16 novembre 2008  | inedito         |
| 7  | Return Crossing         | inedito         | 19 aprile 2009    | inedito         |
| 8  | Looking for Isabella    | inedito         | 26 aprile 2009    | inedito         |
| 9  | The Hospital Job        | inedito         | 3 maggio 2009     | inedito         |
| 10 | Ups and Downs           | inedito         | 10 maggio 2009    | inedito         |
| 11 | Thursday's Children     | inedito         | 17 maggio 2009    | inedito         |
| 12 | The Middle of Somewhere | inedito         | 24 maggio 2009    | inedito         |
| 13 | School of Hard Knocks   | inedito         | 31 maggio 2009    | inedito         |
| 14 | The Runaways            | inedito         | 7 giugno 2009     | inedito         |
| 15 | Cashing In              | inedito         | 14 giugno 2009    | inedito         |
| 16 | A Whiter Shade of Pale  | inedito         | 18 luglio 2010    | inedito         |
| 17 | The War of the Roses    | inedito         | 25 luglio 2010    | inedito         |
| 18 | Ties That Bind          | inedito         | 1º agosto 2010    | inedito         |
| 19 | Deadlier Than the Male  | inedito         | 8 agosto 2010     | inedito         |
| 20 | Jobs for the Boys       | inedito         | 15 agosto 2010    | inedito         |
| 21 | My One and Only         | inedito         | 22 agosto 2010    | inedito         |
| 22 | The Open Door           | inedito         | 29 agosto 2010    | inedito         |
| 23 | Pass the Parcel         | inedito         | 5 settembre 2010  | inedito         |
| 24 | Sweet Sorrow            | inedito         | 12 settembre 2010 | inedito         |